# 郭躬
郭 躬（かく きゅう、生年不詳 - 94年）は、後漢の法曹官僚。字は仲孫。本貫は潁川郡陽翟県。

## 経歴
寇恂の下で決曹掾をつとめた郭弘の子として生まれた。若くして父から小杜律の学問を伝えられ、学徒数百人に講義するようになった。後に郡吏となり、公府に召し出された。
永平年間、奉車都尉の竇固が匈奴に対して出撃すると、騎都尉の秦彭がその副将をつとめた。秦彭が別屯で法にのっとって人を斬ったところ、竇固が秦彭の僭越を訴えて、その処断を願い出た。明帝が公卿や朝臣たちを召し出してその罪科を審議させた。朝臣たちは竇固の上奏を支持したが、郭躬はひとり秦彭を弁護した。明帝は郭躬の意見を採用した。また明帝の詔を誤って伝えた中常侍の孫章を腰斬に処すよう尚書が上奏したが、郭躬は罰金で済ませるように勧めて、明帝に聞き入れられた。郭躬は廷尉正に転じたが、法に触れて免官された。
後に3回転任して、86年（元和3年）に廷尉に任じられた。郭躬の裁きは寛容公平であり、41の事案で重罪を軽微な罪に変更するよう上奏して、いずれもそのとおり施行された。87年（章和元年）、章帝が死刑囚の罪一等を減じ、笞刑を取りやめ、それらの囚人を金城郡に移して西辺警備にあたらせる赦令を発した。しかし逃亡している罪人にはその赦令は及ばないとされた。郭躬は逃亡している罪人にも赦令を適用して出頭をうながし、金城郡に移させたほうがさらに有益であると進言して、聞き入れられた。94年（永元6年）、在官のまま死去した。
中子の郭晊が法律に明るく、南陽太守に上った。また弟の子の郭鎮が知られた。

## 伝記資料
- 『後漢書』巻46 列伝第36